# Thorold Dickinson
Pour les articles homonymes, voir Dickinson.

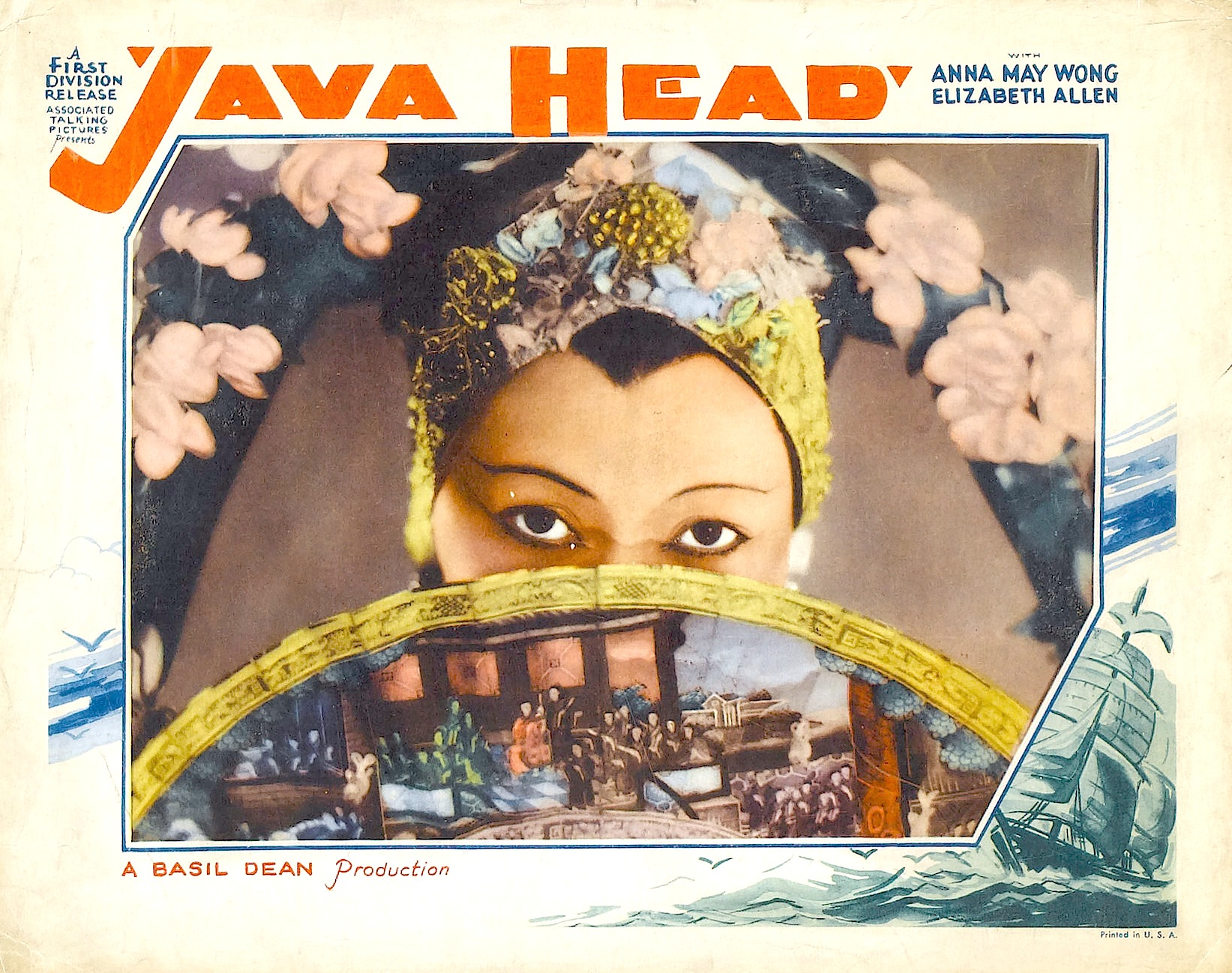
Affiche du film Java Head réalisé par Thorold Dickinson en 1934.

Thorold Barron Dickinson (né le 16 novembre 1903 à Bristol, en Angleterre ; mort le 14 avril 1984 à Oxford) est un réalisateur, scénariste, producteur de cinéma et monteur britannique et le premier professeur de cinéma universitaire du Royaume-Uni.

## Filmographie partielle

### Réalisateur
- 1930 : School for Scandal, coréalisé avec Maurice Elvey
- 1932 : Shikari
- 1932 : The First Mrs. Fraser
- 1933 : Loyalties
- 1934 : Java Head
- 1936 : Calling the Tune
- 1937 : The High Command
- 1939 : The Arsenal Stadium Mystery
- 1940 : Hantise (Gaslight)
- 1941 : Le Premier Ministre (The Prime Minister)
- 1942 : The Next of Kin
- 1946 : Sorcier noir (Men of Two Worlds)
- 1949 : La Reine des cartes (The Queen of Spades)
- 1952 : Secret People
- 1955 : La colline 24 ne répond plus (Giv'a 24 Eina Ona, Hill 24 Doesn't Answer)

### Monteur
- 1933 : Le Parfait Accord (Perfect Understanding) de Cyril Gardner